# Татјана Љујић Мијатовић
Татјана Тања Љујић Мијатовић (Сарајево, 11. мај 1941) босанскохерцеговачка је политичарка. По занимању је хортикултуриста и пејзажни архитекта. Била је српски члан Предсједништва Републике Босне и Херцеговине.

## Биографија

### Младост и образовање
Татјана Љујић је рођена 11. маја 1941. у српској породици у Сарајеву. Њен отац је био припадник Народноослободилачке војске Југославије током Другог свјетског рата. Основну школу, гимназију и факултет похађала је у Сарајеву.
Након што је 1964. дипломирала на Универзитету у Сарајеву као инжењер пољопривреде, Љујићева је 1982. магистрирала пејзажну архитектуру на Универзитету у Београду, затим докторирала у Сарајеву 1986. године. Радила је као пејзажни архитекта у Бечу од 1969. до 1971. и у Сарајеву од 1971. до 1979, а универзитетски професор у Мостару и Сарајеву постала је 1982. године.

### Политичка каријера
Татјана се политички активирала у предратном периоду Босне и Херцеговине. Постала је посланик у Скупштини СР Босне и Херцеговине 1990. године.
Када је почео рат у Босни и Херцеговини 1992, Татјана је одбацила српску националну политику, остала у Сарајеву током блокаде града и заговарала мултиетничко и грађанско уређење БиХ. Када је Ненад Кецмановић у јулу 1992. дао оставку на дужност српског члана Предсједништва Републике БиХ, Љујић-Мијатовићева била је српски посланик са највише гласова на општим изборима 1990, који је још увијек боравио на територији под контролом РБиХ. Биљана Плавшић и Никола Кољевић су такође поднијели оставке, а два посланика испред Љујић-Мијатовићеве су напустили земљу. Преузела је мјесто у Предсједништву, као једина жена међу седам чланова. Дала је интервју у Бечу 1993, о животу у Сарајеву под блокадом, што је навело министра спољних послова Аустрије Алојза Мока, да затражи да она буде именована за амбасадора БиХ при Уједињеним нацијама. Током дејтонских преговора, одлучно се супротставила подјели Босне и Херцеговине.
Послије рата остала је чланица Социјалдемократске партије БиХ. Од 1998. до 2000. била је замјеница градоначелника Сарајева, а затим је била у Градском вијећу. Чланица је Српског грађанског вијећа.

## Лични живот
Татјана Љујић Мијатовић је разведена. Има двије ћерке, од којих је једна Дуња Мијатовић (рођена 1964).